# Colegio de la Santa Cruz de Tlatelolco

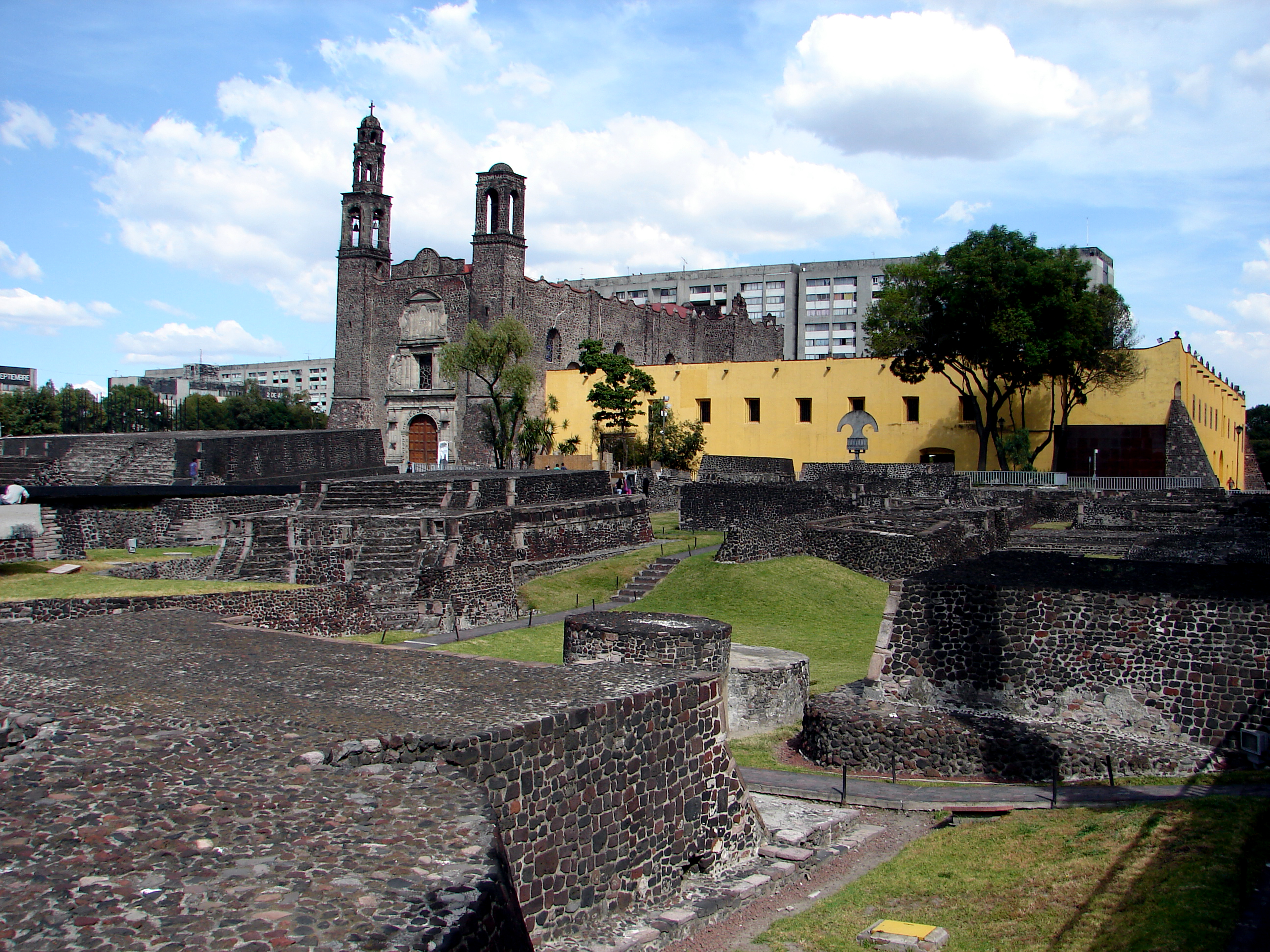
Ruinen aztekischer Tempel, Santiago-Kirche und ehemaliger Klosterbereich des Kollegs von Tlatelolco

Das Colegio de la Santa Cruz de Tlatelolco war im 16. und 17. Jahrhundert die führende höhere Bildungseinrichtung für den aztekischen Adelsnachwuchs. An dem vom Franziskanerorden geleiteten Kolleg lehrte seit dem Jahr 1536 u. a. der Mönch Bernardino de Sahagún.

## Lage
Der Gesamtkomplex ist heute Teil des ‚Platzes der drei Kulturen‘ (Plaza de las Tres Culturas), der sowohl von Mexikanern als auch von ausländischen Touristen gerne besucht wird. Zu Beginn des 20. Jahrhunderts befand sich auf der Nordseite der Kirche ein Bahnhof, der beim Bau der etwas weiter westlich verlaufenden U-Bahn-Strecke in den 1960er Jahren unter die Erde verlegt wurde.

## Geschichte
Nach der Eroberung von Tenochtitlán durch die Truppen von Hernán Cortés wurde die Hauptstadt des Landes völlig neu aufgebaut. Das kulturelle Leben spielte sich somit hauptsächlich in den Randbezirken der Stadt ab, unter denen das nur etwa 2 km nördlich gelegene Tlatelolco eine herausragende Position innehatte, denn schon für das Jahr 1527 ist hier ein erster Kirchenbau belegt. Bereits früh ist Lateinunterricht für die heranwachsenden Söhne der aztekischen Adelsschicht nachweisbar, doch bedurfte das Ganze einer besseren Organisation und einer richtigen Bildungsinstitution. In einem Brief aus dem Jahr 1533 bat der Bischof Ramírez de Fuenleal den spanischen König Karl I. um Erlaubnis, aus den königlichen Einkünften und Naturaleinnahmen 200 Pesos und eine ausreichende Menge Mais abzweigen zu dürfen, um Gehälter bezahlen und die Schüler verpflegen zu können. Das wichtigste Ausbildungsziel war, den Schülern den christlichen Glauben zu vermitteln, damit sie später Theologie studieren könnten und Priester würden, um auf diese Weise eine schnelle und tiefgreifende Christianisierung der Indios zu erreichen. Die ersten anfänglichen Erfolge – im Jahr 1546 wurde die Lehranstalt weitgehend in indianische Hände gelegt – wurden jedoch bereits Ende der 1540er Jahre durch Krankheiten verschiedener Art zunichtegemacht und die Ausbildungstätigkeit kam zeitweise ganz zum Erliegen. Es gab immer wieder Bemühungen, das Kolleg neu zu beleben, was vorübergehend auch gelang, doch im Jahr 1728 kam auch das wirtschaftliche Ende der Institution.

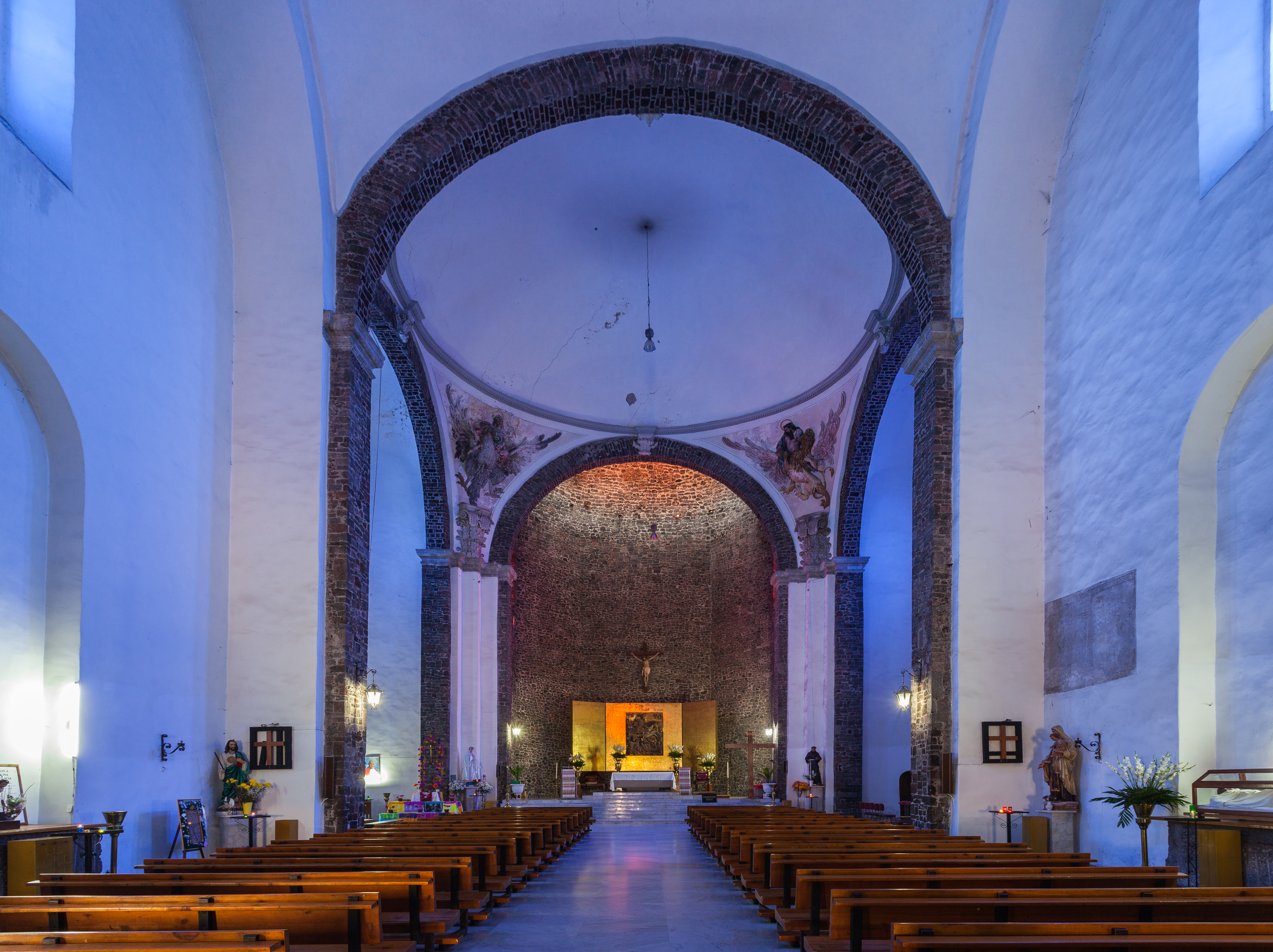
Langhaus und Apsis der Kirche

## Kirche Santiago de Tlatelolco
Die heutige Kirche stammt aus den 1570er Jahren und wurde gänzlich aus wiederverwendeten, aber unverputzten Tezontle-Bruchsteinen errichtet; lediglich die beiden Renaissance-Portale sind aus Sandstein. Der monumentale Bau wirkt beinahe festungsartig; zu diesem Eindruck tragen sowohl die hochgelegenen Fenster als auch die beiden im unteren Bereich geböschten Westtürme und zinnenartige Zierelemente an der Dachtraufe bei. Das Innere der Kirche ist einschiffig mit Querhaus; Wände und Gewölbe – mit Ausnahme der Gurtbögen, der Pilaster und der Apsis – sind verputzt und in einem hellblauen Farbton gestrichen. In den Pendentif-Zwickeln der unbelichteten Kuppel über der Vierung finden sich Malereien mit den Darstellungen der vier Evangelisten.

## Kloster

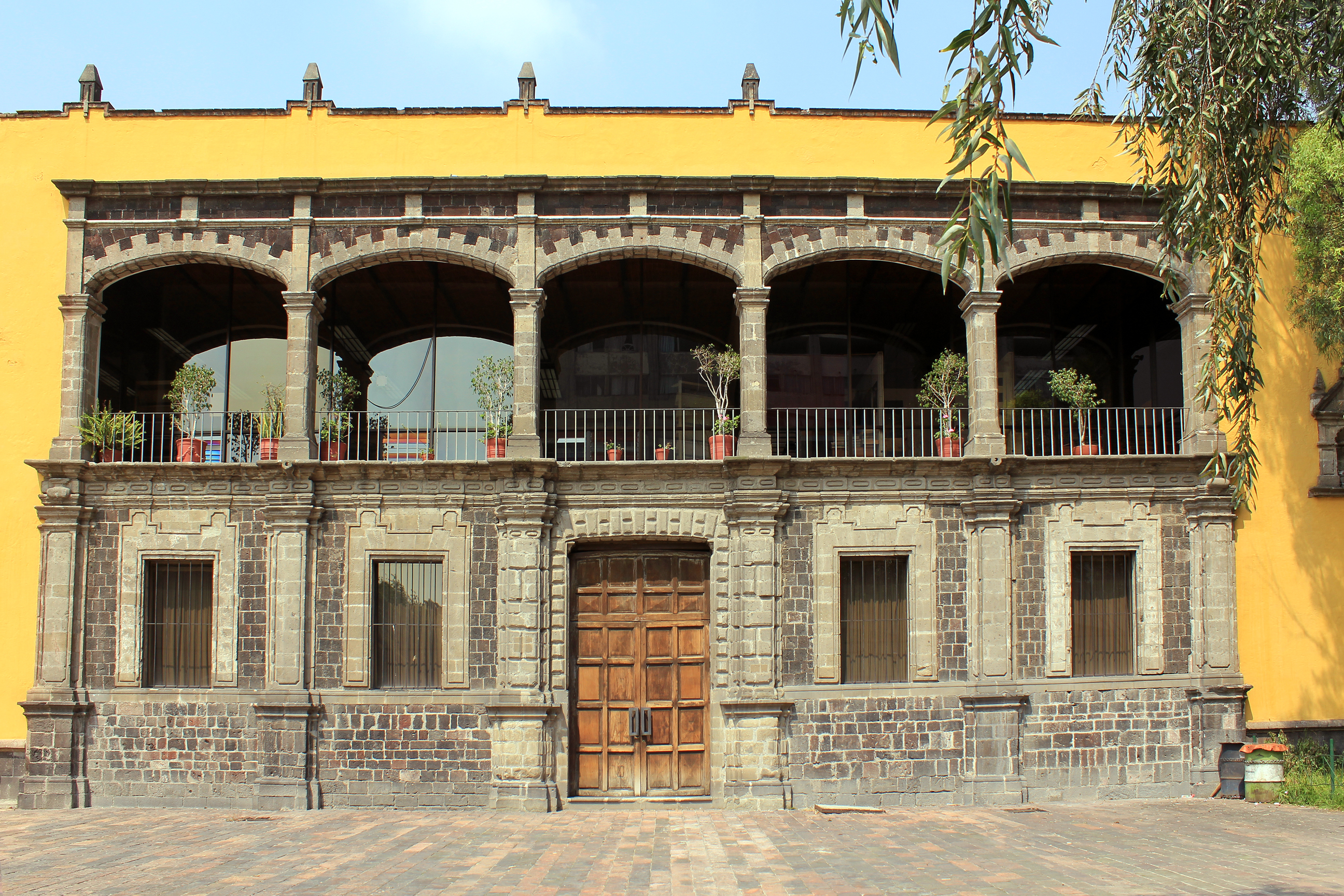
Portalbereich des Colegio

Die Südseite der Kirche wird gänzlich vom ehemaligen Kloster- und Ausbildungsbereich des Kollegs eingenommen. Die an der Außenseite gelbgestrichenen Gebäude stammen größtenteils noch aus dem späten 16. und beginnenden 17. Jahrhundert. Besonders hervorzuheben ist die aus unverputzten Tezontle- und Sandsteinen gestaltete Eingangsfassade auf der Ostseite mit ihrer fünfbogigen Außenempore. Im Innern befindet sich ein großer doppelgeschossiger Kreuzgang mit angrenzenden Gebäuden; im oberen Teil des Kreuzgangs befanden sich die Wohn- und Schlafräume der Studenten. Mitte des 19. Jahrhunderts wurde der gesamte Komplex profaniert und zeitweise als Militärgefängnis genutzt. Erst im Jahr 1944 wurde die Kirche wieder für den Gottesdienst geöffnet und unter die Leitung von Franziskanern gestellt.